# 傅东育
傅东育（1968年2月—），出生于北京，中国大陆导演。代表作有电视剧《医者仁心》、《少林问道》、《破冰行动》，电影《西藏天空》等。